# آندره گریه
آندره گریه (فرانسوی: André Guerrier‎; ۱۸ دسامبر ۱۸۷۴ – تاریخ ورودی نامعتبر است) قایقران قایق بادبانی اهل فرانسه بود.